# San Lorenzo, Reggio Calabria
San Lorenzo là một đô thị ở tỉnh Reggio Calabria trong vùng Calabria, Ý, có cự ly khoảng 120 km về phía tây nam của Catanzaro và khoảng 20 km về phía đông nam của Reggio Calabria. Tại thời điểm ngày 31 tháng 12 năm 2004, đô thị này có dân số 3.141 người và diện tích là 64,2 km².
Đô thị San Lorenzo có các frazioni (các đơn vị cấp dưới, chủ yếu là các làng) San Pantaleone, SantaMaria, San Fantino, Lanzina, và Marina di San Lorenzo.
San Lorenzo giáp các đô thị: Bagaladi, Condofuri, Melito di Porto Salvo, Montebello Ionico, Roccaforte del Greco.